# La'Tangela Atkinson
La'Tangela Atkinson, född 22 mars 1984 i Bishopville i South Carolina, är en amerikansk basketspelare i Södertälje BBK.
Atkinson gick i skola i födelsestaden Bishopville. Den 188 cm långa Atkinson spelade tre år på University of North Carolina at Chapel Hill tillsammans med den tidigare Telgespelaren Leah Metcalf, säsongen 2010/11 spelade Atkinson för Norrköping Dolphins där hon spelade 13 matcher. Hon gjorde då 15,8 poäng, tog 11,2 returer och tre steals i snitt och var sitt lags överlägset effektivaste spelare. Efter att hon kom hem till USA från Norrköping jobbade hon nattskift på en Coca-Cola-fabrik fram tills hon ersatte Chloe Kerr och fick ett try-out kontrakt med Telge Basket i början av januari 2012. Det var Atkinsons femte säsong i Europa. Förutom i Sverige har hon spelat två år i Israel och ett år i KK ROW Rybnik i Polen och Indias de Mayaguez i Puerto Rico. Hon har också fyra säsonger bakom sig i Seattle Storm och Washington Mystics i WNBA.